# トドル・ジフコフ
トドル・フリストフ・ジフコフ（ブルガリア語: Тодор Христов Живков, ラテン文字転写: Todor Hristov Zhivkov、1911年9月7日 - 1998年8月5日）は、ブルガリアの政治家。ブルガリア共産党書記長(在任:1954年 - 1989年)、閣僚評議会議長(首相)(在任:1962年 - 1971年)、国家評議会議長(元首)(在任:1971年 - 1989年)を務め、同国の最高指導者として35年の長きに渡り君臨した。

## 概要
第二次世界大戦中、彼は人民解放反乱軍としてブルガリアのレジスタンスで活動した。戦後、1954年にブルガリア共産党第一書記に就任（1981年からは書記長）。1962年から1971年まで首相を務め、1971年からは国家評議会議長を務めた。
1989年まで、実に35年間もの間ブルガリアで実権を握り続け、東欧の東側諸国の中で最も長く在任した指導者となった。彼の統治はブルガリアのソビエト連邦への完全な服従によって特徴づけられ、ブルガリアにとって前例のない政治的および経済的安定の時期をマークしたが、ジフコフ体制後期は計画経済の衰退による経済状況の悪化、縁故主義と汚職の増大によっても特徴づけられている。
1989年11月10日、世論の圧力とジフコフへの国際的イメージの悪化、反ジフコフで纏まった改革派の共産党幹部によって書記長を辞任した。ジフコフの追放から一カ月足らずで、ブルガリア共産党のブルガリア支配は終焉を迎えた。

## 生涯

### 生い立ち
プラヴェツ近くの小さな村の貧しい家庭に生まれた。青年時代に職を求めてソフィアに移り住んだ。そこでマルクス主義者となり、1932年正式にブルガリア共産党に入党し、コムソモールの一員となった。

### 政歴
第二次世界大戦時は、ナチス・ドイツに対するレジスタンス運動に加わり、戦後はブルガリア人民軍司令官として帰国した。その後、ブルガリアは王制を廃してブルガリア人民共和国となり、事実上ソビエト連邦の衛星国となった。
1951年にブルガリア共産党の政治局員となり、1954年3月に党書記長に就任する。1962年にはブルガリア人民共和国閣僚評議会議長（首相）を兼任。1971年7月7日からは、新設のブルガリア人民共和国国家評議会議長（国家元首）を務める。ジフコフはソ連と友好関係を保ち、ソ連の支援の下で農業国ブルガリアの工業化を推進した。
しかし、1980年代に入ると工業化による経済成長は頭打ちとなり、経済は停滞し始めた。1982年、ジフコフは企業の独立採算制の容認や西側の外資導入などの経済改革を図るが、その一方で1984年にはジフコフ政権の体制は強化され政治改革は進められなかった。同じ1984年には、ジフコフ政権はトルコ系住民へのスラヴ名強制などの民族同化政策を行い、トルコ系住民の反発を招いた。さらに1989年になるとジフコフはトルコ系住民をトルコに追放したため、それによる労働人口の減少などを招き、ブルガリア経済の悪化、国内の不安定化、国際社会の反発を生んだ。また、ジフコフはまだ30代だった息子のウラジーミルを党の要職に就けるなどの縁故主義に走っていった。
1989年はハンガリー、ポーランドなどの東欧諸国の民主化が始まっており、10月には強権的だった東ドイツのエーリッヒ・ホーネッカーも失脚していたが、ジフコフは1987年にソ連のペレストロイカに表向きは賛同したものの、実際には全く改革を行わなかったため、党内からもジフコフへの不満が渦巻き、ソ連共産党のミハイル・ゴルバチョフ書記長もジフコフには冷淡な態度を取るようになっていた。これに危機感を抱いた政治局員・外相のペータル・ムラデノフはジフコフ批判の書簡を発表して辞任した。これをきっかけに党内ではジフコフおろしの動きが強まり、政治局員のヨルダン・ヨトフ・党書記でソ連とパイプを持っていたディミタル・スタニシェフ・古参党員で政治局員のドブリ・ジュロフ国防相らがジフコフに退陣を迫った。ベルリンの壁が崩壊した11月9日についにジフコフは辞任を表明。ムラデノフが政治局員の推薦を受けて後継の党書記長に就任した。ジフコフは続いて11月17日に国家評議会議長も辞任した。さらにジフコフは党を追放されて自宅軟禁された上で、公金横領罪で起訴され、1992年に懲役7年の判決を受けた。1998年8月5日、86歳で死去した。

### 死後の評価
ジフコフは良くも悪くもブルガリアを発展させた人物であることは間違いない。元々、典型的な農業国であり、ヨーロッパの最貧国の一つでもあったブルガリアをソ連の支援のもと、ある程度の工業化を果たした。その結果、高失業率に悩み、他国に出稼ぎに行かなければ生きていけなかったブルガリア人は、共産主義政権のもと、国民全員が最低限の生活を保障されることとなった。
しかし、ブルガリア経済は共産党の崩壊後、1989年から劇的に縮小。特にソビエト連邦を中心とした東欧の市場を喪失したことは大きな打撃となり、生活水準は1989年以前の約40%にまで落ち込んだ。さらに、ユーゴスラビアに対する国連の経済制裁はブルガリア経済に更なる打撃を与えた。
1994年には、国内総生産の成長と共にインフレーションを抑制するなど、回復の兆しを見せたが、1996年には貧弱な経済改革や不安定な銀行システムにより再び悪化し、金融危機に陥った。そこに追い打ちをかけるようにロシア財政危機が発生し、ブルガリアへも波及したことから、国内では失業者が増大し、生活水準も低下した。その一方で、小オリガルヒともいうべき財閥や大地主が誕生し、貧富の差が急速に拡大した。また、治安の面でも社会主義時代とは比較にならないほど悪化した。ロシアン・マフィアがブルガリアにも勢力を伸ばし、組織犯罪のネットワークが張り巡らされ、麻薬などの禁制品の密売や女性の人身売買が行われている。過去10年間で、マフィア関連の殺人事件や政治的暗殺の犠牲者は100人以上にも上り、首都ソフィアでは白昼堂々と殺人が行われたケースもある。
このような現状からブルガリア国内で近年、ジフコフの再評価や社会主義時代を懐かしむ声が急速に高まっている。

## マルコフ暗殺事件
1969年にジフコフ率いる共産政権に反対してイギリスへ亡命し、以降、BBCワールドサービスなどでアナウンサーとして働き、ブルガリアの政権を非難していたゲオルギー・マルコフが、1978年にロンドンでリシンを仕込んだ弾丸を打ち込まれて毒殺された。この事件はジフコフがソ連のユーリ・アンドロポフKGB議長に依頼しKGBの支援を取り付け、ブルガリア内務省のエージェントが行った犯行だと考えられている。

## 日本との関係
社会主義国の指導者でありながら、資本主義国でありアメリカの同盟国でもあった日本に親近感を抱いていた。1970年の大阪万博出席のため初訪日して以降、日本の経済発展に強い感銘を受け、その後も2度（合計3度）訪日したほか、有力者を次々に訪日させ「日本ロビー」を形成した。その後も日本に興味を持った。

## 叙勲
- 1971年：ソ連邦英雄称号